# Аль-Наймат, Язан
Язан Абдалла Аид аль-Наймат (араб. يزن عبدالله عايد نعيمات‎; родился 4 июня 1999 года, Вади-эс-Сир, Иордания) — иорданский футболист, нападающий катарского клуба «Аль-Ахли (Доха)» и сборной Иордании по футболу.

## Клубная карьера
Воспитанник тренировочного центре принца Али бин аль-Хусейна, который был основан тренером Махмудом аль-Гохари. Затем перешёл в «Сахаб», где занял второе место в списке лучших бомбардиров чемпионата Иордании 2021, забив 13 мячей (лучшим бомбардиром стал Рональд Нге, забивший 15 мячей). После Кубка арабских наций, где он завоевал бронзовую бутсу, им заинтересовались клубы из Саудовской Аравии, Египта и Катара, а также Бельгии.
1 января 2022 года перешёл в «Аль-Ахли» из Дохи за 700 тысяч долларов, отклонив предложение из Бельгии.

## Карьера в сборной
В составе сборной Иордании до 23 лет Аль-Наймат в 2021 году выиграл чемпионат Федерации футбола Западной Азии до 23 лет, где забил два мяча: один в полуфинале и один в финале, получив звание лучшего игрока чемпионата.
За сборную Иордании дебютировал в матче против Таджикистана 1 февраля 2021 года. В том же году Аль-Наймат принял участие в Кубке арабских наций. На групповом этапе оформил дубль в ворота сборной Палестины, благодаря чему Иордания заняла второе место в группе. В четвертьфинале против Египта забил единственный мяч своей сборной; Иордания проиграла в дополнительном время со счётом 1:3. После этого получил Бронзовую бутсу турнира.
Вместе со сборной Иордании поехал на Кубок Азии 2023. На групповом этапе забил гол в ворота Республики Кореи, позволивший Иордании выйти вперёд; матч закончился со счётом 2:2. В 1/8 финала перехватил пас защитников сборной Ирака и открыл счёт в матче; этот матч Иордания выиграла со счётом 3:2. В полуфинале против Кореи на 53-й минуте Аль-Наймат с передачи Мусы Аль-Тамари открыл счёт в матче, забив второй гол в ворота «Воинов Тэджу» на турнире. После гола Мусы Аль-Тамари на 66-й минуте Иордания выиграла матч со счетом 2:0 и впервые в своей истории вышла в финал Кубка Азии.

## Достижения
Командные:
- Победитель чемпионата Федерации футбола Западной Азии до 23 лет: 2021[2]

Личные:
- Бронзовая бутса Кубка арабских наций: 2021[8]
- Лучший игрок чемпионата Федерации футбола Западной Азии до 23 лет: 2021[2]